# Phyllophaga invisa
Phyllophaga invisa är en skalbaggsart som beskrevs av Riley och Wolfe 1995. Phyllophaga invisa ingår i släktet Phyllophaga och familjen Melolonthidae. Inga underarter finns listade i Catalogue of Life.